# Zabrze
Zabrze (en alemán: 1915-1945: Hindenburg in Oberschlesien, 1905-1915: Zabrze, silesio: Zobrze) es una ciudad situada en Alta Silesia, en el sur de Polonia, cerca de Katowice. El distrito oeste de la Unión Metropolitana de Alta Silesia. Está situada sobre el río Kłodnica, afluente del río Óder. La población de la ciudad es de 189 062 habitantes (2008).
Es parte del voivodato de Silesia desde su formación en 1999, habiendo formado parte anteriormente del voivodato de Katowice. Zabrze es una de las ciudades del área urbana de Silesia Superior, área con 2.7 millones de habitantes. A su vez, la misma forma parte del área metropolitana de Silesia, con aproximadamente 5 294 000 habitantes.

## Historia

### Edad Media
Biskupice (Biskupitz), que ahora es un distrito de Zabrze, fue mencionada por primera vez en 1243 como Biscupici dicitur cirka Bitom. Alt-Zabrze fue mencionado en 1295-1305 como Sadbre sive Cunczindorf. En la Edad Media, los duques silesios de los Piastas invitaron a colonos alemanes al territorio provocando un aumento de la colonización alemana. Zabrze se convirtió en parte de la monarquía de los Habsburgo de Austria en 1526, y más tarde fue anexionada por el Reino de Prusia durante las Guerras de Silesia. En 1774, se fundó el asentamiento Dorotheendorf. Cuando entró en funcionamiento la primera mina en Zabrze en 1790, la ciudad se convirtió en un importante centro minero.

### sigloXX

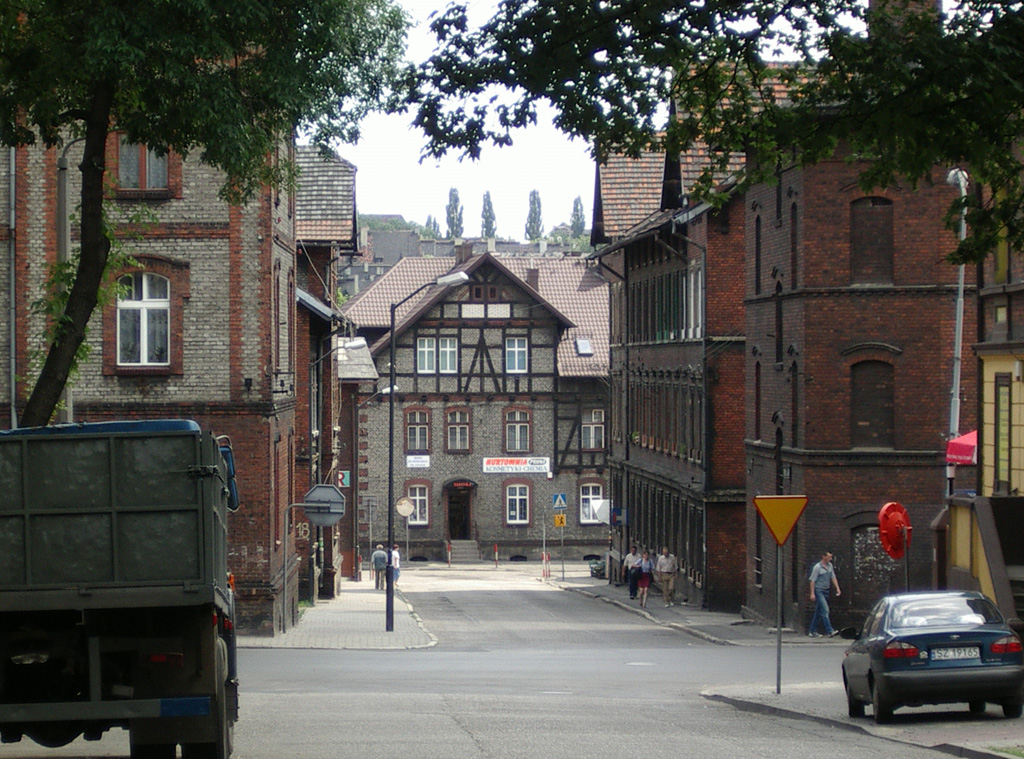
Edificios de ladrillo típicos de finales del y comienzos del en el centro de la ciudad.

En 1905, la comuna de Zabrze fue formada por los antiguos municipios de Alt-Zabrze, Klein-Zabrze y Dorotheendorf. La comuna de Zabrze fue renombrada Hindenburg en 1915 en honor al Generalfeldmarschall Paul von Hindenburg. El cambio de nombre fue aprobado por el emperador Guillermo II el 21 de febrero de 1915. Durante el plebiscito que se celebró tras la Primera Guerra Mundial, 21 333 habitantes (59 %) de la comuna de Hindenburg votaron por permanecer en Alemania, mientras que 14 873 (41 %) votaron a favor de la incorporación a Polonia. En mayo de 1921 estalló el tercer levantamiento de Silesia y Hindenburg fue capturado por insurgentes polacos, que lo mantuvo hasta el final del levantamiento. Cuando la Alta Silesia fue dividida entre Polonia y Alemania en 1921, la comuna de Hindenburg se quedó en Alemania. Recibió su carta de ciudad en 1922.
Tan sólo cinco años después de la fundación de Hindenburg se convirtió en la ciudad más grande de la Alta Silesia germana y la segunda ciudad más grande de la Silesia germana después de Breslau. En las elecciones de marzo de 1933, la mayoría de los ciudadanos votaron por el Partido Nazi, seguido del Zentrum y el Partido Comunista. El político nazi Max Fillusch se convirtió en alcalde de la ciudad y se mantuvo en el cargo hasta 1945.
La sinagoga de la ciudad, que se había mantenido desde 1872, fue destruida en los pogromos de Kristallnacht en noviembre de 1938. Después de la Segunda Guerra Mundial, la ciudad fue asignada a Polonia en 1945 y pasó a llamarse de nuevo Zabrze el 19 de mayo de 1945. La mayoría de los habitantes alemanes fueron expulsados.

## División administrativa
El 17 de septiembre de 2012, el Ayuntamiento decidió una nueva división administrativa de la ciudad. Zabrze se dividiría en 15 distritos y tres osiedle, término polaco que designa una subdivisión de una localidad con su propio consejo y ejecutivo.

### Distritos
|  | - 1. Helenka - 2. Grzybowice - 3. Rokitnica - 4. Mikulczyce - 5. Osiedle Młodego Górnika - 6. Osiedle Mikołaja Kopernika - 7. Biskupice - 8. Maciejów - 9. Osiedle Tadeusza Kotarbińskiego | - 10. Centrum Północ - 11. Centrum Południe - 12. Guido - 13. Zaborze Północ - 14. Zaborze Południe - 15. Pawłów - 16. Kończyce - 17. Makoszowy - 18. Zandka |

## Demografía
Al 30 de junio de 2013 la ciudad tenía 169 643 habitantes. El gráfico muestra la población de Zabrze en los últimos 70 años (cifras en miles).

## Economía

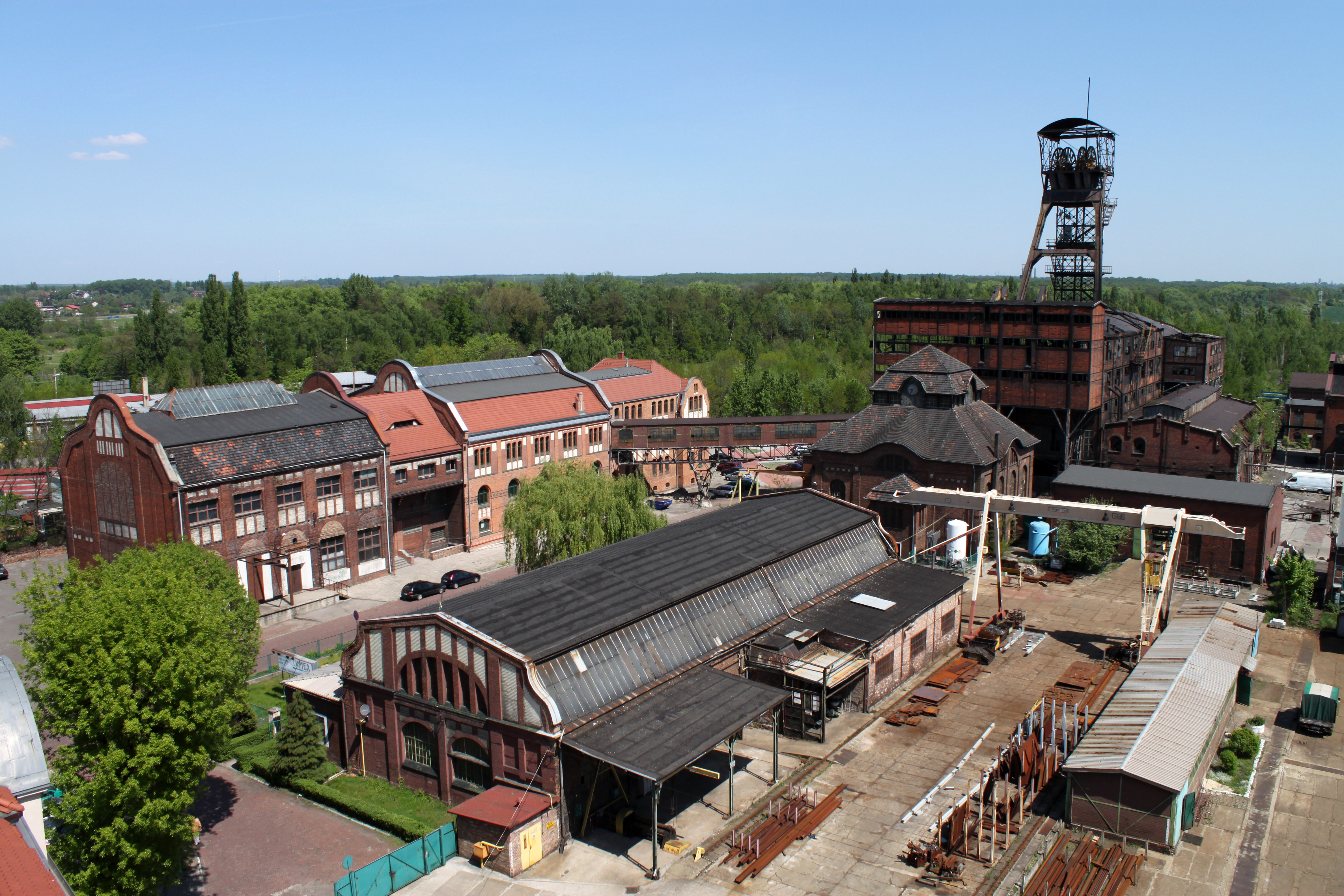
Mina de carbón de Ludwik, cerrada en 1978

Al igual que en otras ciudades de la región, Zabrze es un importante centro industrial, con minas de carbón y hierro, fabricación de alambre, vidrio, producción química y petrolera, entre otras.

## Deportes
El deporte estrella en Zabrze es el fútbol, representado en la Ekstraklasa (Primera División) de la liga Polonia de fútbol por el Górnik Zabrze Club de Fútbol.

## Ciudades hermanadas
Zabrze está hermanada con las siguientes ciudades:
- Sangerhausen (Alemania)
- Seclin (Francia)
- Lund (Suecia)
- Sønderborg (Dinamarca)
- Zahlé (Líbano)
- Trnava (Eslovaquia)
- Opava (República Checa)
- Kaliningrado (Rusia)
- Rivne (Ucrania)